# 揭阳机场站
揭阳机场站，是梅汕铁路的一个车站，也是该铁路线上唯一一座地下车站。2019年10月11日通车。主要服務來往揭阳潮汕国际机场的旅客，車站采用空鐵聯運作中轉模式，使旅客下高鐵後便可直接到機場。

## 车站布局
本站设在潮汕机场T1航站楼南侧，呈东西向布置。

## 车站结构
本站为地面一层地下一层侧式车站（2台4线，中间两条轨道为正线（越行线），外侧两条轨道为到发线）。

### 车站楼层
| 地面     | 站厅     | 售票处、进站口、候车区、出站口    |          |          |
| 地下一层 | 侧式站台 | 侧式站台                          | 侧式站台 | 侧式站台 |
|          | 1站台    | 梅汕铁路 潮汕方向（下站：潮汕）   |          |          |
|          |          | 梅汕铁路 路轨                     |          |          |
|          |          | 梅汕铁路 路轨                     |          |          |
|          | 2站台    | 梅汕铁路 梅州西方向（下站：揭阳） |          |          |
|          | 侧式站台 |                                   |          |          |

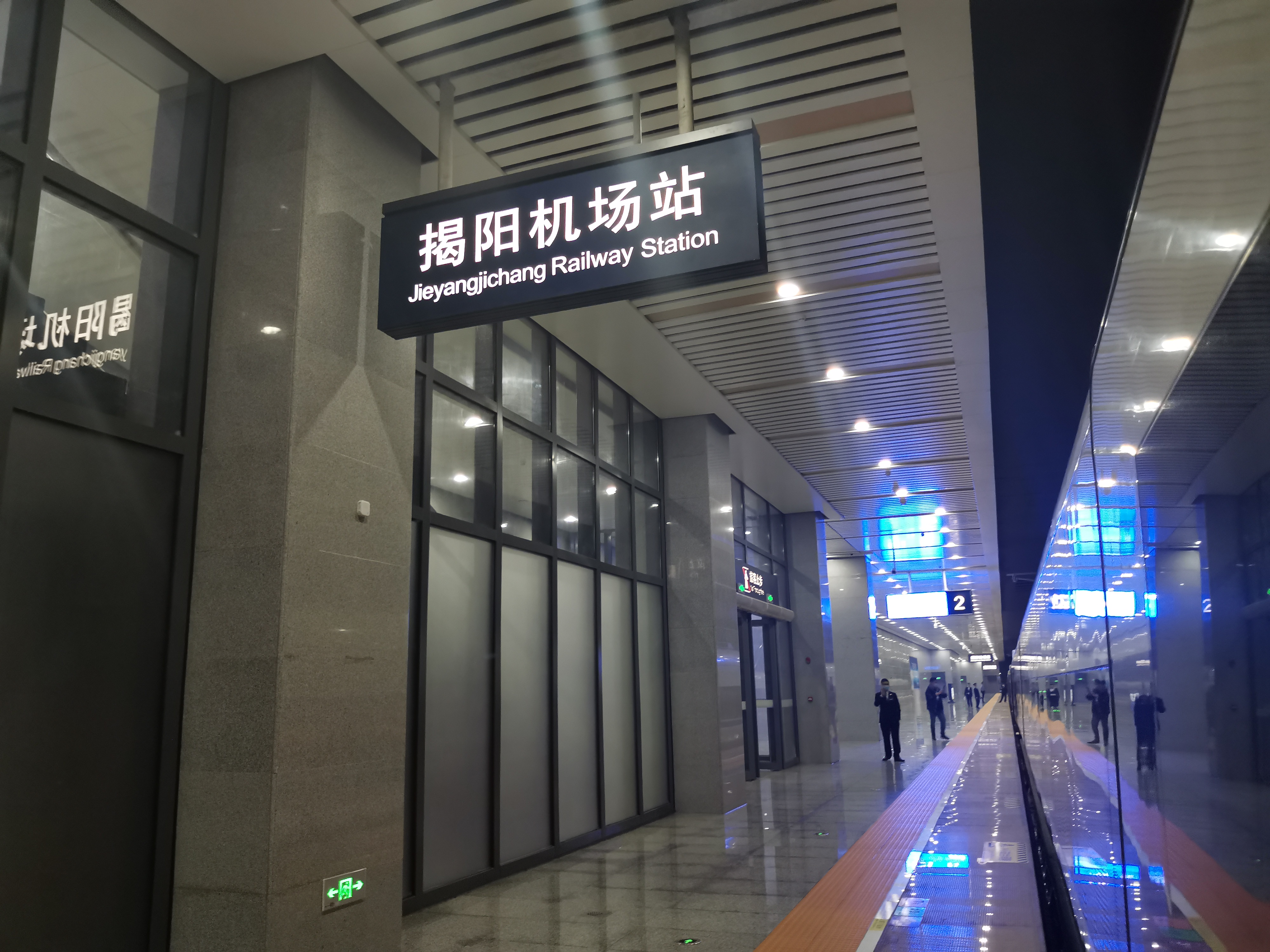
北行地下月台
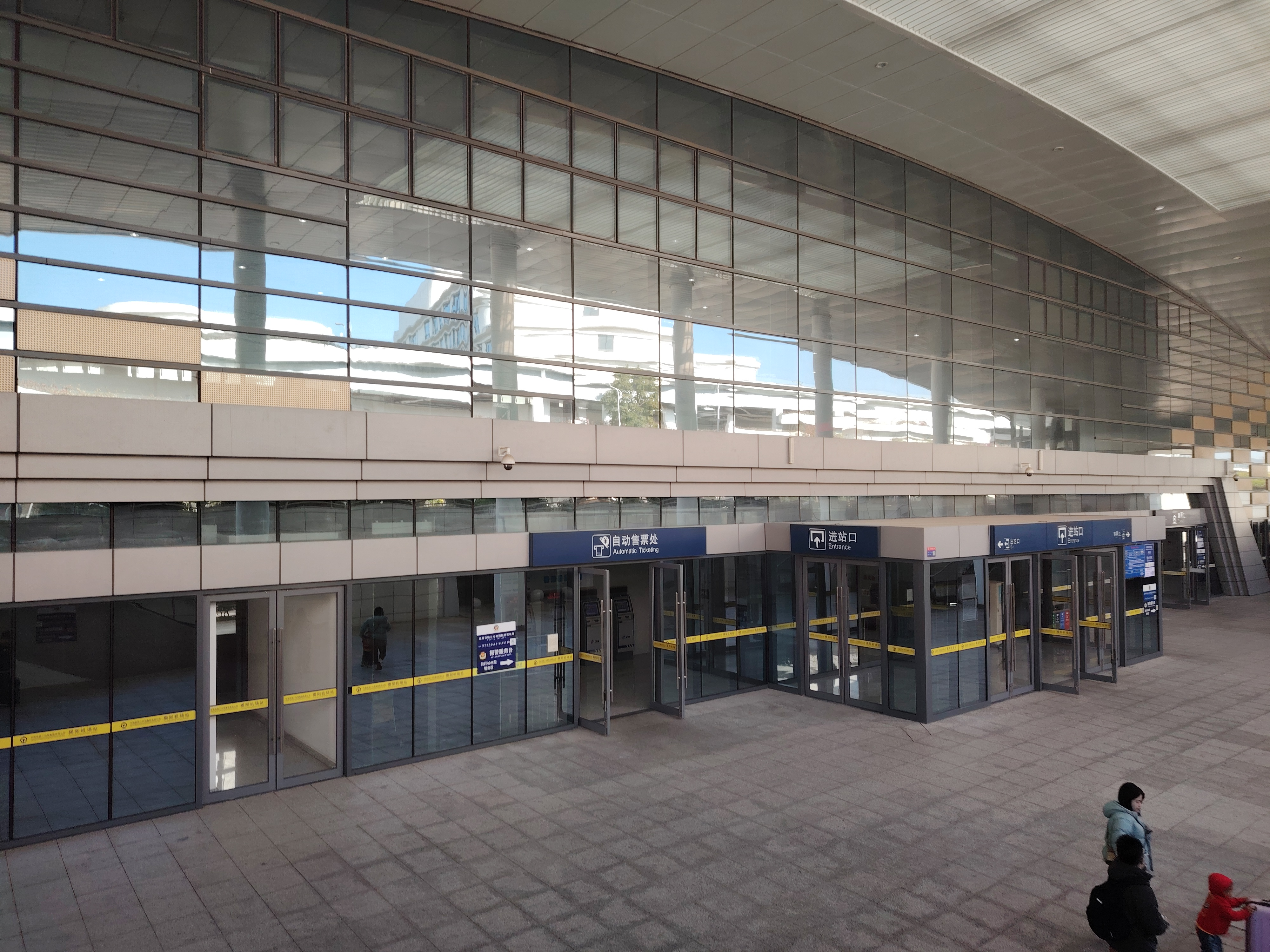
进站口
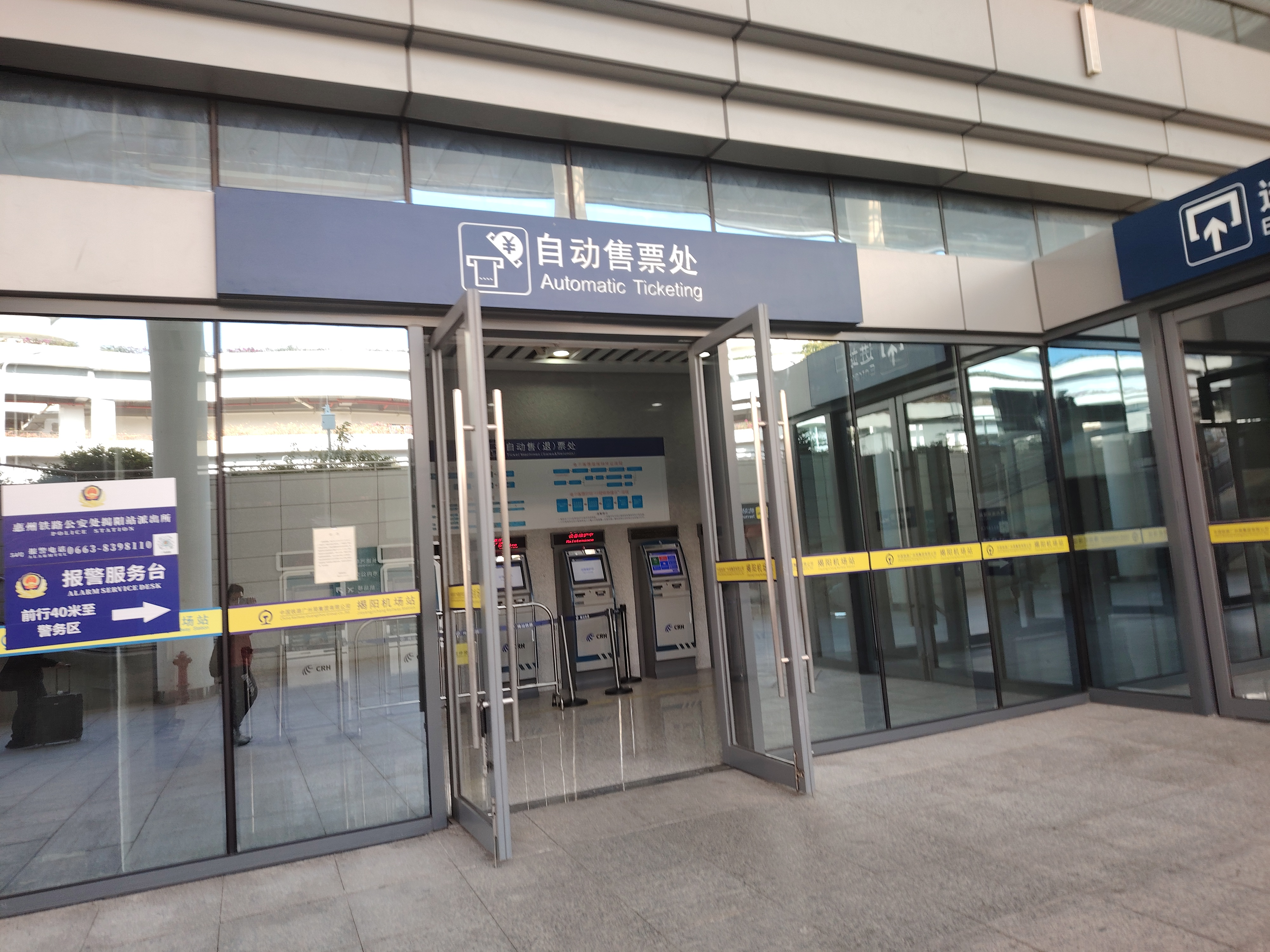
售票处
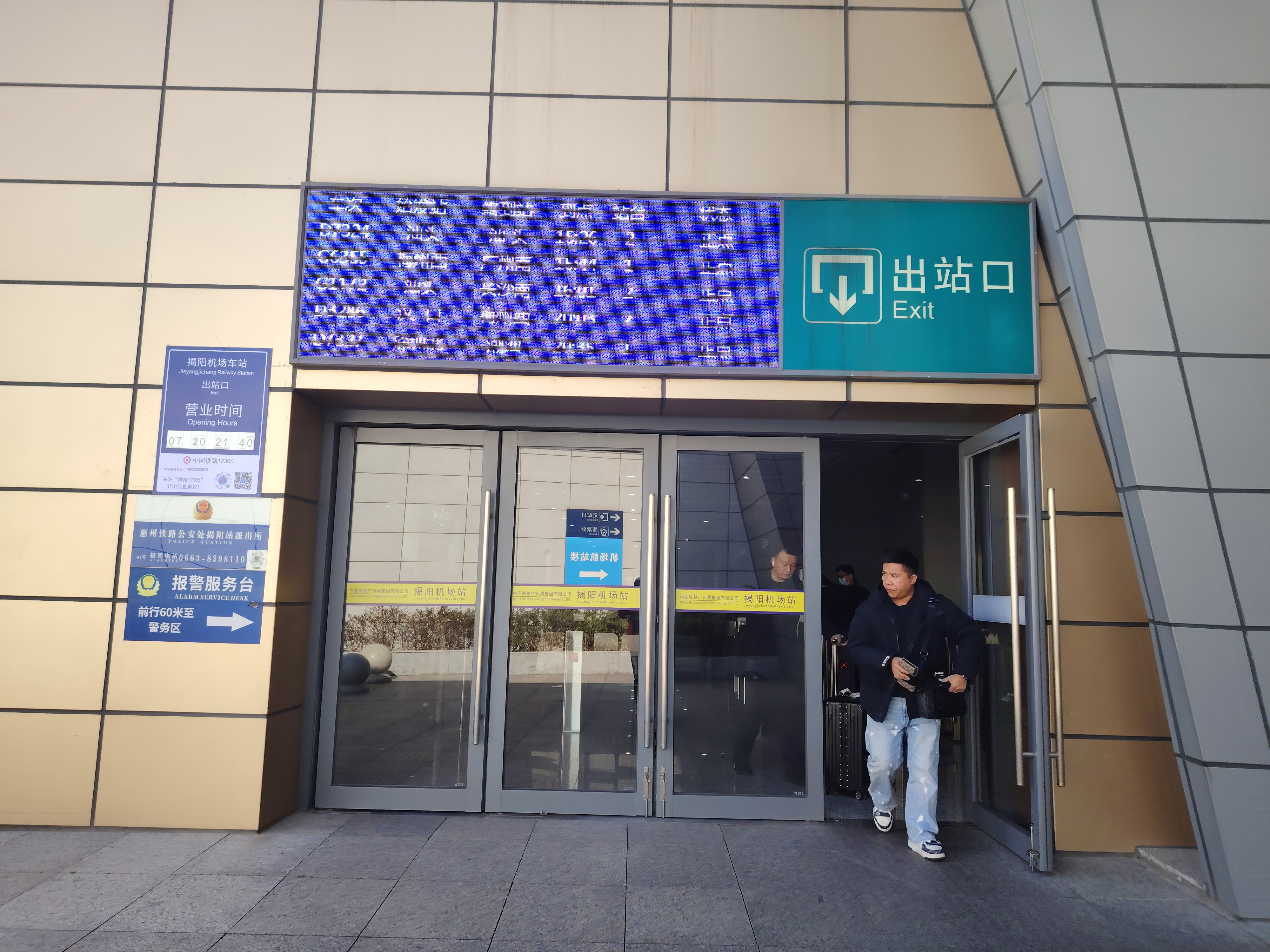
出站口

## 未来发展
粤东城际铁路将在本站附近设有潮汕机场站，为地下岛式车站（1台2线）。在该车站建成后，潮汕机场站将成为梅汕铁路和粤东城际铁路（环线及射线）的换乘站。